# Galactia hoehnei
Galactia hoehnei är en ärtväxtart som beskrevs av Arturo Erhardo Erardo Burkart. Galactia hoehnei ingår i släktet Galactia och familjen ärtväxter. Inga underarter finns listade i Catalogue of Life.